# فريدا إل. ولفسون
فريدا إل. ولفسون (بالإنجليزية: Freda L. Wolfson)‏ هي قاضية ومحامية أمريكية، ولدت في 1954 في فينيلاند في الولايات المتحدة.